# وو جینگ
وو جینگ (انگلیسی: Wu Jing؛ زادهٔ ۳ آوریل ۱۹۷۴) یک هنرپیشه، رزمی‌کار و کارگردان فیلم اهل چین است. گاهی اوقات به او جک وو می‌گویند. وو بیشتر به خاطر بازی در فیلم‌های بوکسور تای‌چی، تماس فریبنده، شائولین، علائم خشم، گنگ شو دائو و گرگ جنگجو به شهرت رسید. فیلم ۲۰۲۱ وی نبرد در دریاچه چانگ‌جین به پرفروش‌ترین فیلم سال ۲۰۲۱ و پرفروش‌ترین فیلم غیر انگلیسی تمام زمان‌ها تبدیل شد.

## فیلم‌شناسی

### فیلم
| سال  | عنوان فارسی                  | عنوان چینی         | نقش                   | یادداشت                            |
| ---- | ---------------------------- | ------------------ | --------------------- | ---------------------------------- |
| ۱۹۹۶ | بوکسور تای‌چی                 | 功夫小子闖情關     | جوون جوان             |                                    |
| ۲۰۰۱ | افسانه زو                    | 蜀山傳             | لیان زینگ             | [ ۱ ]                              |
| ۲۰۰۳ | میمون مست                    | 醉猴               | چان چیود              |                                    |
| ۲۰۰۵ | منطقه کشتار                  | 殺破狼             | جک                    |                                    |
| ۲۰۰۶ | یک شانس خارجی A Foreign Luck | 天上掉餡餅         | لیولیو                | [ ۲ ]                              |
| ۲۰۰۶ | تماس کشنده                   | 黑拳               | کونگ کو               |                                    |
| ۲۰۰۷ | ماموریت دوقلوها              | 雙子神偷           | لاو هی / لاو سان      |                                    |
| ۲۰۰۷ | هدف نامرئی                   | 男兒本色           | تین ینگ سنگ           |                                    |
| ۲۰۰۸ | حرکت کشنده                   | 奪師               | لوک تین آویزان        | [ ۳ ]                              |
| ۲۰۰۸ | د مثل دوستی د مثل دروغ       | 我的最愛           | مایکل                 | کامئو                              |
| ۲۰۰۸ | مقبره امپراتور اژدها         | 木乃伊 ۳: 龍的詛咒 | قاتل شماره ۱          |                                    |
| ۲۰۰۸ | قاتل افسانه‌ای                | 狼牙               | بو تانگ لام           | همچنین کارگردان                    |
| ۲۰۰۹ | کونگ فو سایبورگ              | 機器俠             | K-88                  | [ ۴ ]                              |
| ۲۰۱۰ | فقط یک جعبه پاندورا دیگر     | 越光寶盒           | نگهبان ارشد           | بازیگر مهمان                       |
| ۲۰۱۰ | شهر تحت محاصره               | 全城戒備           | سون هائو              | [ ۵ ]                              |
| ۲۰۱۰ | انفجار باد                   | 西風烈             | یانگ شیائومینگ (شپرد) | [ ۶ ]                              |
| ۲۰۱۰ | تاکتیک‌های عشق                | 爱情 ۳۶ 计         | وو جیلون              | کامئو                              |
| ۲۰۱۱ | شائولین                      | 新少林寺           | جینگ ننگ              |                                    |
| ۲۰۱۱ | جادو برای برنده شدن          | 开心魔法           | بی یوو (جادوگر آتش)   | [ ۷ ]                              |
| ۲۰۱۳ | علائم خشم                    | 不二神探           | مدیر بیمه             | کامئو                              |
| ۲۰۱۴ | گورو جدایی                   | 分手大师           | وو جینگ               | کامئو                              |
| ۲۰۱۵ | گرگ مبارز                    | 战狼               | لنگ فنگ               | همچنین کارگردان                    |
| ۲۰۱۵ | منطقه کشتار ۲                | 殺破狼 ۲           | چان چی کیت            |                                    |
| ۲۰۱۶ | ندای قهرمانان                | 危城               | چونگ ییک              | [ ۸ ]                              |
| ۲۰۱۶ | ادیسه چینی: قسمت سوم         | 大话西游 ۳         | تانگ سانزنگ           | [ ۹ ]                              |
| ۲۰۱۷ | گرگ مبارز ۲                  | 戰狼 ۲             | لنگ فنگ               | همچنین کارگردان                    |
| ۲۰۱۷ | گنگ شو دائو                  | 功守道             | استاد جینگ            | [ ۱۰ ]                             |
| ۲۰۱۸ | چهره‌های ژن من                | 祖宗十九代         | می بانفا              | [ ۱۱ ]                             |
| ۲۰۱۹ | زمین سرگردان                 | 流浪地球           | لیو پیکیانگ           | [ ۱۲ ]                             |
| ۲۰۱۹ | کوهنوردان                    | 攀登者             | نیش ووژو              | [ ۱۳ ] [ ۱۴ ]                      |
| ۲۰۱۹ | مردم من، کشور من             | 我和我的祖國       |                       | [ ۱۵ ]                             |
| ۲۰۲۰ | قربانی                       | 金刚川             | گوان لی               |                                    |
| ۲۰۲۱ | نبرد در دریاچه چانگ‌جین       | 长津湖             | وو کیانلی             |                                    |
| ۲۰۲۱ | کشور من، والدین من           | 我和我的父辈       | ما رنسینگ             | همچنین کارگردان قسمت 1: Windriders |
| ۲۰۲۳ | سوار شو                      |                    |                       |                                    |
| ۲۰۲۳ | مگ ۲: گودال                  |                    |                       |                                    |

### سریال‌های تلویزیونی
| سال  | عنوان                              | عنوان چینی     | نقش                          | یادداشت |
| ---- | ---------------------------------- | -------------- | ---------------------------- | ------- |
| ۱۹۹۷ | Master of Tai Chi                  | 太极宗師       | یانگ یوقیان                  |         |
| ۱۹۹۸ | Xin Shuihu Houzhuan                | 新水滸後傳     | زیمن جینگه                   |         |
| ۱۹۹۸ | The New Shaolin Temple             | 新少林寺       | جویوان                       |         |
| ۱۹۹۹ | Legend of Dagger Li                | 小李飛刀       | عافی                         | [ ۱۶ ]  |
| ۲۰۰۰ | Love in the Turbulent Times        | 亂世桃花       | پی یوانکینگ                  |         |
| ۲۰۰۰ | The Bigwig                         | 大人物         | یانگ فن                      |         |
| ۲۰۰۰ | Cema Xiao Xifeng                   | 策马啸西风     | منگ شینگهون                  | [ ۱۷ ]  |
| ۲۰۰۱ | Xin Tian Can Bian                  | 新天蚕变       | یون فی یانگ                  |         |
| ۲۰۰۱ | Huangshang Dubuqi                  | 皇上对不起     | امپراتور چیان‌لونگ            |         |
| ۲۰۰۱ | Da Qinchai Zhi Huangcheng Shenying | 大钦差皇城神鹰 | چی یونائو                    |         |
| ۲۰۰۲ | شاه شائولین هنرهای رزمی            | 少林武王       | تانژی                        | [ ۱۸ ]  |
| ۲۰۰۲ | جیانگشان ویژونگ                    | 江山為重       | امپراتور چیان‌لونگ / چن بانگو | [ ۱۹ ]  |
| ۲۰۰۲ | Southern Shaolin                   | 南少林         | فانگ سای-یوک                 | [ ۲۰ ]  |
| ۲۰۰۳ | A Chinese Ghost Story              | 倩女幽魂       | ژوگه لییون                   | [ ۲۱ ]  |
| ۲۰۰۳ | 36th Chamber of Southern Shaolin   | 南少林三十六房 | فانگ سای-یوک                 | [ ۲۲ ]  |
| ۲۰۰۴ | Jiangshan Ernü Jiduo Qing          | 江山儿女几多情 | امپراتور                     | [ ۲۳ ]  |
| ۲۰۰۴ | I Have Eyes Only for You           | 誰爲我心動     | بای شیانگفی                  |         |
| ۲۰۰۵ | Wudang II                          | 武当II         | ژانگ ووجی                    | [ ۲۴ ]  |
| ۲۰۰۵ | Gushangzao Shi Qian                | 鼓上蚤时迁     | شی کیان                      | [ ۲۵ ]  |
| ۲۰۱۲ | I'm a Special Soldier II           | 我是特种兵2    | او چنگوانگ                   | [ ۲۶ ]  |

## زندگی شخصی
وو جینگ در سال ۲۰۱۲ با ژی نان آشنا شد و یک سال بعد (۲۰۱۳) با هم ازدواج کردند. در ۲۵ اوت ۲۰۱۴، پسر وو به نام وو سوئویی (Chinese: 吴所谓) به دنیا آمد.

## یادداشت
1. ↑  عنوان فیلم به زبان انگلیسی هر طوری که تعریف شده باشد در اینجا به فارسی ترجمه شده‌است. این عنوان معمولاً توسط استودیوی فیلمسازی یا با اجماع نقد فیلم تصمیم گرفته می‌شود. گاهی اوقات، نام با نام اصلی فیلم یکسان است.